# Nouvelair
«Nouvelair» (фр. Nouvelair Société Anonyme, араб. الطيران الجديد تونس) («Nouvelair Tunisie», «Ноувелер Туніс») — туніська авіакомпанія, що виконує рейси з 30 країн світу в Туніс. Компанія почала роботу грудня 1989 році. В Тунісі працює в 4 аеропортах — Монастір, Джерба, Енфіда, Туніс.
Головний офіс авіакомпанії розташований у Монастірі (Туніс).

## Історія
1989 — створення авіакомпанії Air Liberté Tunisie;
1990 — перший комерційний рейс. Авіакомпанія працює з літаками — McDonnell Douglas MD-83;
1996 — реорганізація Air Liberté Tunisie в Nouvelair Tunisie;
1999 — у авіакомпанії 5 літаків;
2005 — закупівля 2-х літаків Airbus A321;
2006 — Авіакомпанія отримує сертифікат ISO 9001 Версії 2000 року для всіх послуг;
2007 — Nouvelair отримує міжнародну сертифікацію IOSA (IATA Operational Safety Audit), видану IATA для забезпечення безпеки експлуатації;
2009 — Авіакомпанія отримує нагороду «Horizons Assessment AirTM», видану AFNOR. Атестація визнає якість авіакомпанії в питаннях безпеки, прозорості інформації та якості обслуговування (бортові приймальні та інформаційні послуги);
2012 — збільшення регулярних рейсів у Францію;
2015 — запуск регулярних рейсів в Туніс з Швеції, Норвегії, Данії;
2016 — запуск регулярних рейсів в Туніс з Ніцци, Марселю, Алжиру, Тулузи.

## Флот
| Літак           | у Сервісі | Замовлено | нотатки  |
| --------------- | --------- | --------- | -------- |
| Airbus A320-200 | 9         | 0         | 1 лізинг |